# Фрис-Нильсен, Йенс Ове
Йенс Ове Фрис-Нильсен (дат. Jens Ove Fries-Nielsen; род. 23 февраля 1960, Эсбьерг) — датский шахматист, международный мастер (1984), международный мастер ИКЧФ (1997).
Участник 9-го чемпионата Европы среди юниоров (1979/1980) в Гронингене (10 место) и 3-х чемпионатов мира среди юниоров 1977—1979 (в 1978 году выиграл бронзовую медаль).
Многократный участник различных соревнований в составе национальной сборной по шахматам:
- 25-я олимпиада (1982) в Люцерне;
- 3-й командный чемпионат Европейского экономического сообщества (1980) в Западном Берлине. Сборная Дании заняла 3-е место.
- 8-й командный чемпионат Европы (1983) в Пловдиве. Выступая на 2-й резервной доске, выиграл бронзовую медаль в индивидуальном зачёте.
- 12-й Кубок северных стран (1989) в Обюбро. Сборная Дании заняла 1-е место.

В составе клуба «SK1968 Århus» участник 8-го Кубка европейских клубов (1991/1992).

## Изменения рейтинга
| Графики недоступны из-за технических проблем. См. информацию на Фабрикаторе и на mediawiki.org. |